# KGB Archiver
KGB Archiver é um compactador de arquivos, software livre, gratuito e é multi plataforma, foi desenvolvido por Tomasz Pawlak utilizando o algoritmo de compressão PAQ6. É um compactador com uma taxa de compressão muito alta, porém, com alto consumo de tempo e processamento, possui consumo de memória constante.
Embora que num computador de, por exemplo, 4GB de memória RAM, demore mais ou menos 2 horas para compactar ou descompactar um arquivo utilizando o desempenho total da máquina (outros processos que forem usados durante a compressão, poderão ficar lentos). A CPU do computador também influenciará no desempenho do processo. Esse tipo de compressão é útil para quem possui uma internet "lenta", pois um arquivo de 1GB pode ser compactado em apenas 1MB. Desta forma, ao invés de esperar um download lento que tem possibilidade de ocorrer algum erro, é só baixar o pequeno arquivo, e através do software KGB Archiver, descompactar, e desfrutar dos dados baixados.